# Nailang
Nailang is een bestuurslaag in het regentschap Alor van de provincie Oost-Nusa Tenggara, Indonesië. Nailang telt 1310 inwoners (volkstelling 2010).